# Аквила (штандарт)

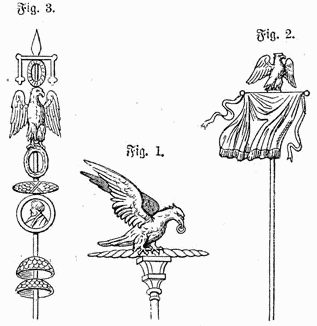
Аквилы, реконструкция, XIX век, рисунок из разговорного лексикона Мейера 1888 года.

А́квила (лат. aquila — «орёл») — знак, боевое знамя легионов в древнеримской армии в виде орла, сделанный из серебра или золота и размещённый на шесте, часто украшенный металлическими кольцами (phalerae).

## История

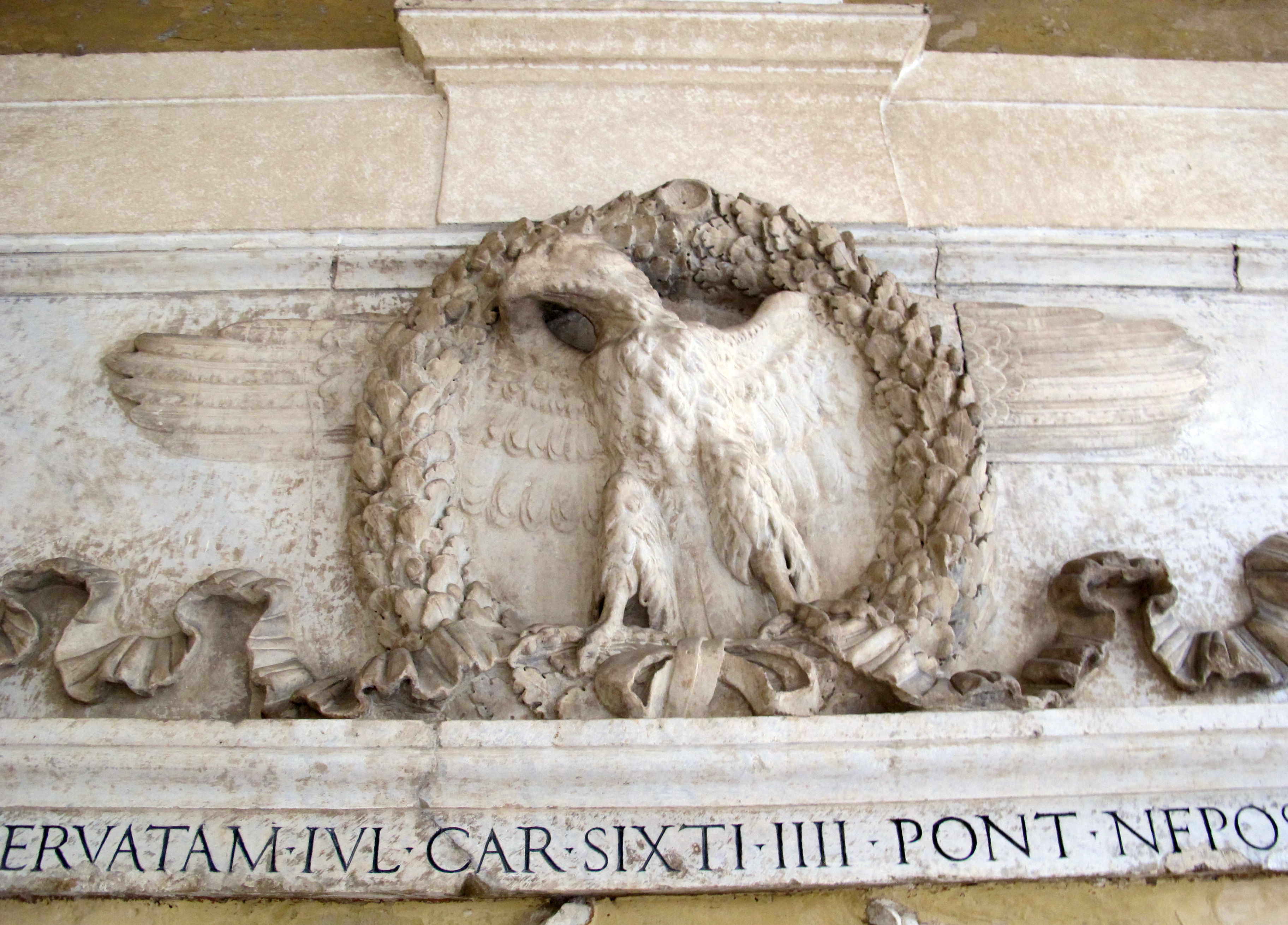
Римский императорский орел II в. н.э., возможно, с Форума Траяна, во внешнем портике базилики Святых Апостолов в Риме.

Аквила появился вместе с реформой Мария. Марий сделал значок орла боевым знаменем для целого легиона, а подразделения легиона когорта (cohortes) и ордер (ordines) имели свои особые значки.
Легионное знамя изображало орла с распростертыми крыльями и делалось из серебра. Воин, который нёс аквилу на марше, назывался аквилифер (aquilifer) или Орлоносец, он был старшим унтер-офицером легиона. Аквилиферы были главными знаменосцами в римских легионах. Во время боевых действий аквилу на высоком древке, внизу оно было заострено, нёс орлоносец, принимавший его из рук примипила (primipilus), на попечении которого оно находилось в полевом лагере.
Аквила, символ орла, была окружена религиозным благоговением, ибо орёл считался символом Юпитера. Потеря аквилы на поле боя считалась ужасным бесчестьем (легион, утративший аквилу, подлежал расформированию), поэтому римские солдаты были готовы умереть за то, чтобы вернуть символ. Аквилу постоянно держали в комнате, известной как лат. principiorum aedes, которая была под опекой первого центуриона легиона (primus pilus).

… за ними носили знамёна и посреди них орла, которого римляне имеют во главе каждого легиона. Как царь птиц и сильнейшая из них, орёл служит им эмблемой господства и провозвестником победы над всяким врагом, против которого они выступают.— Иосиф Флавий. «Иудейская война»
В римском войске в связи с захватом территорий количество легионов со временем увеличивалось, и со времён императора Августа на боевом знамени легиона указывались № формирования, и его прозвище (если он его имел).

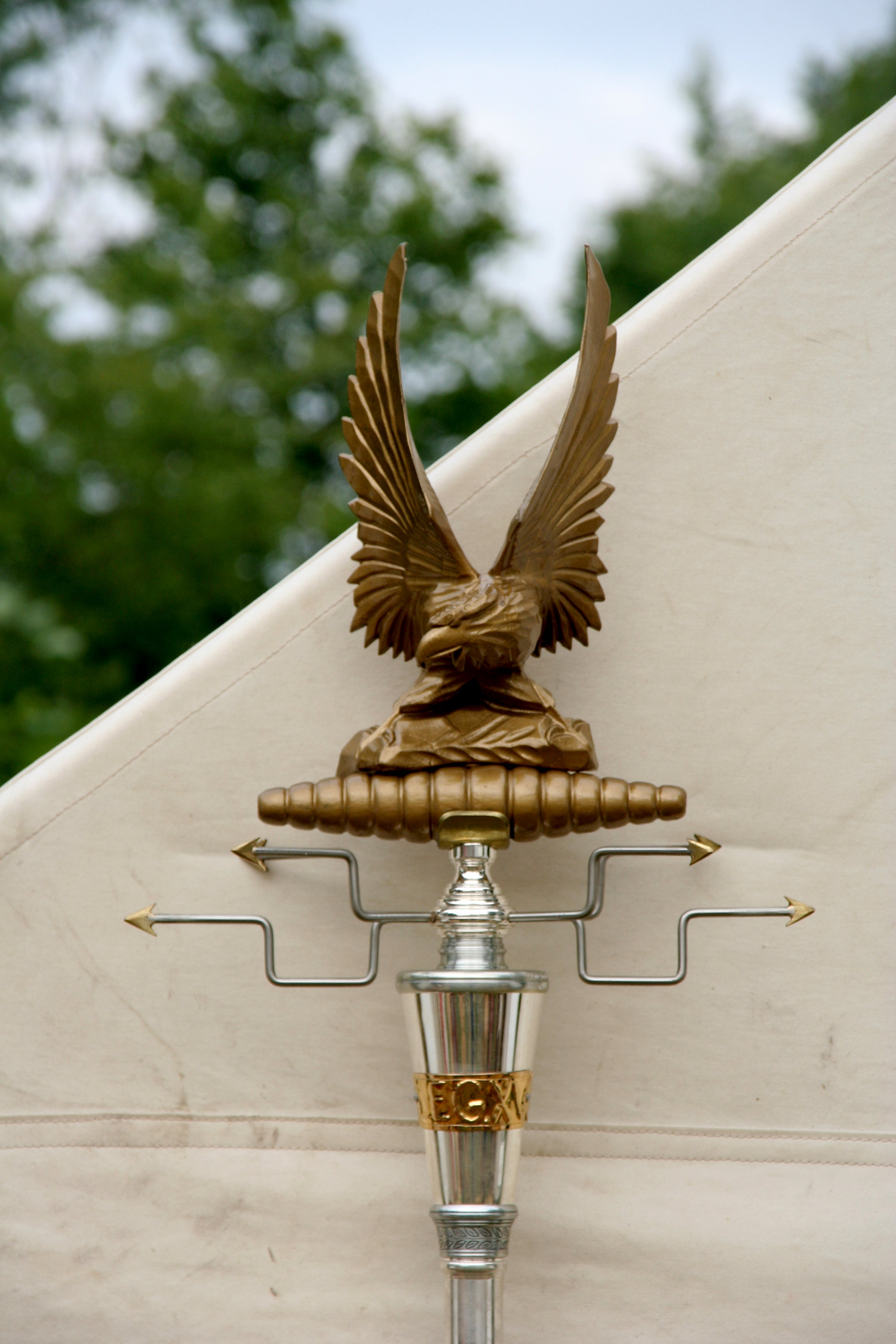
Современная модель аквилы.
Современная реконструкция.
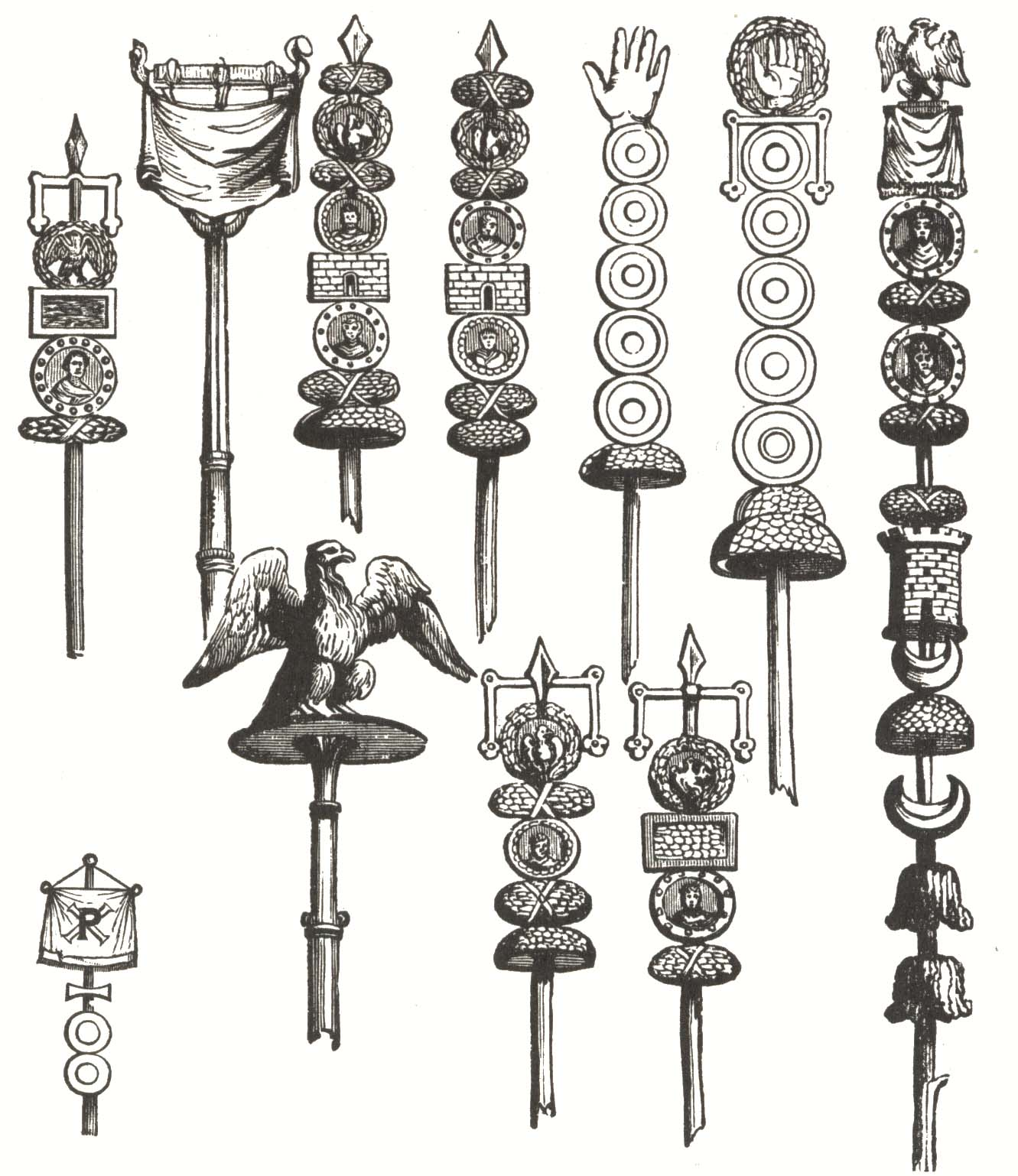
Римские сигны (штандарты).